# 政田孝之
政田 孝之（まさだ たかゆき、1982年7月29日 - ）は、日本の元ラグビー選手。

## プロフィール
- 京都府出身[1]。
- ポジションはフルバック(FB)。
- 身長 176cm、体重 76kg
- ニックネームはマサ。

## 略歴
15歳からラグビーを始めた。
2001年、伏見工業高校卒業後、大東文化大学に入学する。
2004年、大東文化大学ラグビー部の主将に就任した
2005年、大東文化大学卒業後、ホンダヒートに加入。
2009年、現役を引退した。